# 常穗戰鬥
常穗戰鬥發生於1923年11月5日，地點則是在中國湘北。是北洋政府時期內戰之一，交戰兩方為趙恒惕部及北伐討賊軍譚延闓部。戰鬥末了，北伐軍失利，之後全軍退至粵境。